# Баговская
Ба́говская — станица в Мостовском районе Краснодарского края. Административный центр Баговского сельского поселения.

## География
Станица расположена в верховьях реки Ходзь, в горно-лесной зоне края, в 29 км юго-западнее посёлка Мостовской (35 км по дороге). Окружена широколиственными лесами (дуб, граб, бук). В окрестностях — дольмены.

## История
Название (в адыгейской вариации — адыг. Бэгъ) станица получила по роду Баговых в составе абазин-ашхарцев, обитавших здесь до их насильственного выселения после окончания Кавказской войны. Сам аул с названием, которое российские топографы передавали как «Баговъ», существовал как минимум с 1828 года, когда в эти места пришли войска генерала Н. Н. Антропова. Тогда здесь было порядка 100 домов. В 1835 году аул был разорён войсками генерала Засса, однако вскоре был восстановлен. Вновь разорён в 1858 году, однако отмечен на картах 1857 и 1859 годов.
Современная станица Баговская основана в 1862 году, с конца 1860-х по 1873 — посёлок Баговский. Входила в Майкопский отдел Кубанской области. По данным «Сборника сведений о Кавказе» за 1885 год в станице проживало 700 мужчин и 685 женщин, был 151 двор.
В 1870-1880-х годах Е.Д.Фелицын(1848—1903) — русский учёный историк, кавказовед и кубановед  — организовал несколько экспедиций по поиску, описанию дольменов на Кавказе. Он выпустил карту Кавказа с нанесением обнаруженных дольменов. Выпустил несколько статей о кавказских дольменах, в том числе о дольменах обнаруженных им в окрестностях станицы Баговская.

## Население
| 2002 | 2010  |
| ---- | ----- |
| 1496 | ↘1272 |

## Экономика
В станице осуществляется производство цветной мраморной крошки. Имеется лесопилка. Местное  население  начинает развивать курортный бизнес.